# هنري شميت (لاعب كرة قاعدة)
هنري شميت (بالإنجليزية: Henry Schmidt) هو لاعب كرة قاعدة أمريكي، ولد في 26 يونيو 1873 في براونزفيل في الولايات المتحدة، وتوفي في 23 أبريل 1926 في ناشفيل في الولايات المتحدة.

## وصلات خارجية
- هنري شميت على موقعبيزبول رفرنس.كوم (الدوري الرئيسي) (الإنجليزية)
- هنري شميت على موقعبيزبول رفرنس.كوم (الدوري الثانوي) (الإنجليزية)